# 贾延明
贾延明（1948年—），安徽省含山县人，中国人民解放军空军中将。

## 生平
贾延明出生在含山县林头镇一个贫民家庭，父亲自幼在酱坊当学徒帮工，中华人民共和国成立后成为林头镇合作商店职工。贾延明全家兄妹5人，靠父亲微薄的工资以及母亲当临时工为生。1961年，贾延明从林头镇中心小学考入含山中学，1964年以全县第四名的成绩升入本校高中部。16岁时加入中国共青团，并一直担任班干部和学生会干部。1966年文革爆发后，贾延明回乡劳动一年多，帮人挖土方挣钱贴补家用。
1968年贾延明参军。新兵集训时，他任新兵连班长。后来被分配到场务连防化排。因工作出色，入伍两年多便获得提干，任命为场务连机械排长。不久被任命为空军航空兵第二十六师保卫干事，分管防线工作。后被调到秘书科担任秘书。1973年立三等功。1975年调到师机关工作五年，历任组织科副科长、科长。此后，他担任团政委。1982年，他所在的团训练课目达到历史最好水平，杜绝一切事故，团党委首次被评为先进党委。1983年，他被任命为师政治部主任，参与组织部队入闽轮战，轮战工作受到空军党委表扬。
1989年11月，贾延明升为空军航空兵第十师政委。当时该师疏于管理，问题较多。贾延明刚上任便调查研究，随后主持制定了一系列规定文件，同时抓好领导班子建设，很快打开了工作局面。空军政委朱光到该师检查工作时，赞扬该师“部队政治建设方面做得比较好，贯彻上级指示能联系部队实际，有的工作有创造性。”1991年7月，贾延明调任空军航空兵第二十六师政委，任内主持制定了“加强班子建设的决定”，“六个不准的决定”，“整顿多种经营的决定”等规定文件，该师1991年至1993年连续3年被空军党委授予先进单位，连续两年被总部授予军事训练先进单位，连续5年获得全军综治先进单位，并被中华人民共和国国防部授予装备管理先进单位、行政管理先进单位，空军在该师召开了行政管理现场会。贾延明个人也再度立三等功。
此后，贾延明历南京军区空军后勤部政委、空军上海基地政委。1997年，贾延明任南京军区空军政治部主任，任内他在部队较集中的大、中城市建立6个政治教育协作区，总结推广了某导弹旅“站在全局看改革，观念一新天地宽”的经验，被中国人民解放军总政治部、中国人民解放军空军政治部及多家新闻单位转发和报导，政治教育协作区的做法被空军政治部定为教育改革重要措施加以推广。2004年5月，贾延明升任广州军区空军副政委。
2006年，贾延明接替王玉发，担任成都军区空军政治委员。2009年1月，接替王伟，担任南京军区副政治委员兼南京军区空军政治委员，任至2011年由宋琨接任。
2007年，授空军中将军衔。2008年起担任第十一届全国人大代表。2013年任第十二届全国政协委员。